# Louis Calebout
Louis Calebout of Louis Cabo (Brugge, 27 juli 1928 - aldaar, 30 augustus 2010) was een Belgisch bokser. Hij werd drie maal kampioen van België. Hij groeide op in de Brugse Carmerstraat - als jongste van 7 kinderen - en begon te boksen in 1945.

## Titels
- 1948: Belgisch kampioen bij de bantamgewichten (tot 54 kg) bij de liefhebbers.
- 1949: Belgisch kampioen bij de bantamgewichten (tot 54 kg) bij de liefhebbers
- 1952: Belgisch kampioen bij de vedergewichten (tot 57 kg) bij de beroepsboksers.

In 1948 werd hij geselecteerd voor de Olympische Spelen van Londen. Hij werd in de eerste ronde uitgeschakeld door Juan Venegas die uiteindelijk brons zou behalen.
Hij bleef actief tot in 1959, nadien werd hij trainer bij Wimme Boxing Club die genoemd werd naar zijn vroegere mentor Achiel Wimme.